# EVEN
『EVEN』（イーブン）は株式会社ADDIXが発行しているゴルフ専門の月刊誌。毎月5日発売。

## 概要
枻出版社より2007年3月30日に創刊。当初は隔月で発売されていたが、Vol.20（2010年5月6日発売）より、月刊化。
創刊時の編集長は高橋大一（通称：ジャック高橋）で、Vol.27（2010年12月4日発売）より、水上貴夫が編集長を務めている。判型は創刊時からA4変形版（縦が短く横が長い）であったが、2024年4月5日発売のVol.187より、A4正寸判へとリニューアルされた。
創刊時のキャッチコピーは「For Stylish Golf Player」で、リニューアル後は「THE GAME OF A LIFE TIME」となっている。雑誌のコンセプトは「スタイリッシュにゴルフを楽しむ」であり、ゴルフファッションを中心に、ゴルフクラブ、テクニック、ゴルフコースなど、ゴルフに関連する様々な情報を掲載している。
以前は男性モデルを表紙に起用していたが、その後、メイン特集をイメージしたプロゴルファーやゴルフクラブの写真・イラストを採用するようになった。リニューアル後はゴルフコースやトーナメント会場のグラフィックが採用されている。これは「雑誌をリビングや書棚に飾りたくなるような外観の雑誌」というデザインテーマによる。
雑誌だけでなく、EVEN公式ウェブサイト「FUNQ」（https://funq.jp/even/）やSNSを通じても情報を発信しており、様々なブランドとコラボレートしたゴルフウェアを中心に商品の販売も行っている。また、ゴルフブランドと共同でゴルフコンペを開催し、その模様は誌面やウェブサイトで掲載される。

## 歴代編集長
- 2007年：高橋大一（通称：ジャック高橋）
- 2010年：水上貴夫